# البراق بن روحان
الَبَّراق بن رَوْحَان (ت. نحو 150 ق هـ / 467 م) هو شاعر جاهلي.
هو البراق بن روحان أسد بن بكر، من بني ربيعة، أبو نصر. قال صاحب الأعلام: «أصله من اليمن وشهرته وإقامته في البحرين». قيل أنه تزوج ابنة عمه الشاعرة ليلى العفيفة.